# Sesioctonus ammosakron
Sesioctonus ammosakron är en stekelart som beskrevs av Briceno 2003. Sesioctonus ammosakron ingår i släktet Sesioctonus och familjen bracksteklar. Inga underarter finns listade i Catalogue of Life.